# 예술품

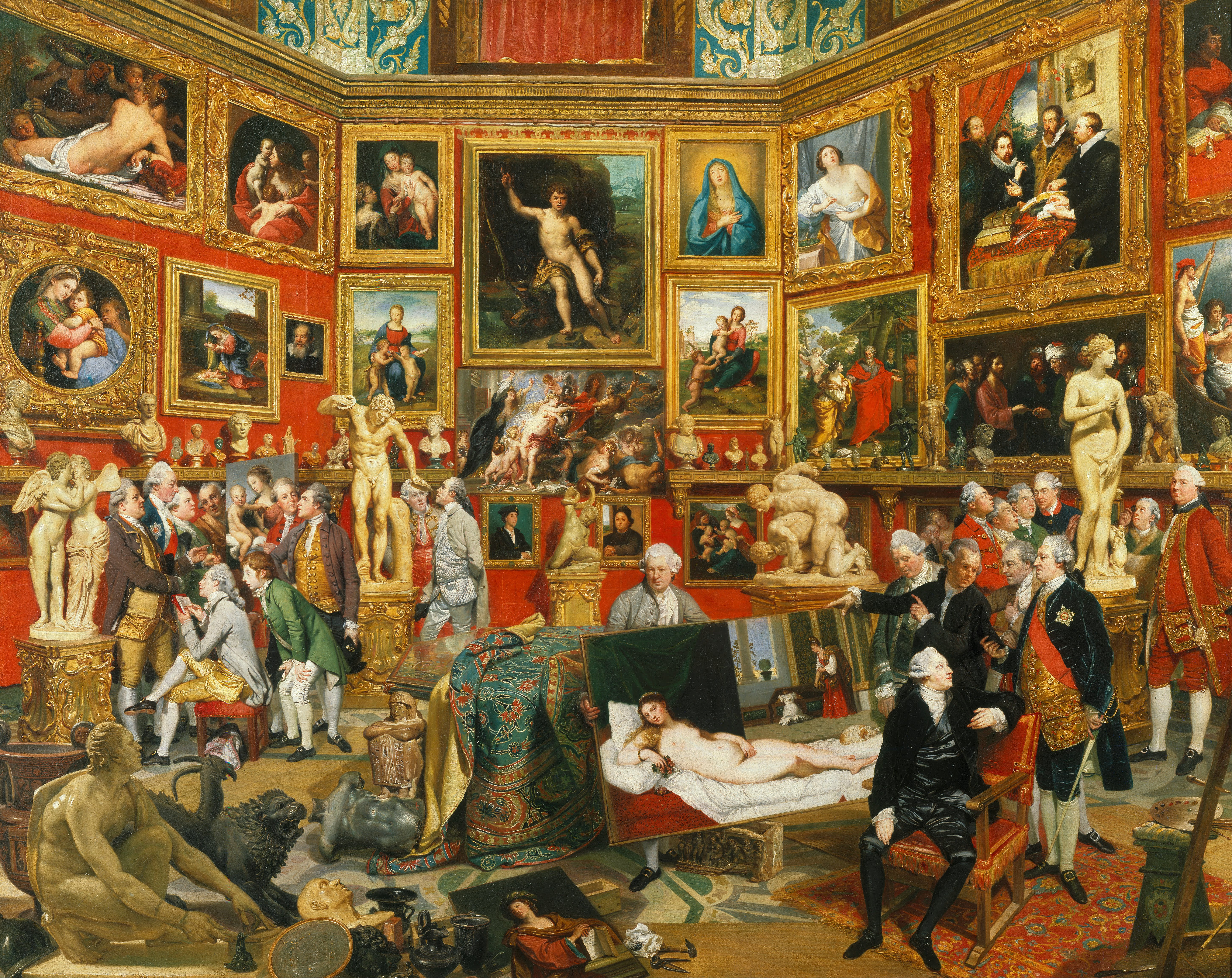

예술품(藝術品, 영어: work of art 또는 artwork)은 예술적인 가치를 지니는 작품으로, 그림과 같이 물리적일 수도 있으며, 컴퓨터 네트워크 서버에 저장된 음악과 같이 물리적이지 않을 수도 있다.

## 같이 보기
- 작품 번호
- 기술복제시대의 예술작품